# Lakonien
Lakonien (grekiska Λακωνία, Lakonia, förr även Λακεδαίμον, Lakedaimon, latin Laconica, Laconia eller Lacedaemon) är en grekisk regiondel (perifereiakí enótita), till 2010 en prefektur, i regionen Peloponnesos och fordom det sydöstligaste landskapet i Peloponnesos i södra Grekland. Lakonien gränsar i norr till Arkadien, i öster till Argoliska viken, i väster till Messenien och Messeniska viken. Huvudort är Sparta.

## Geografi

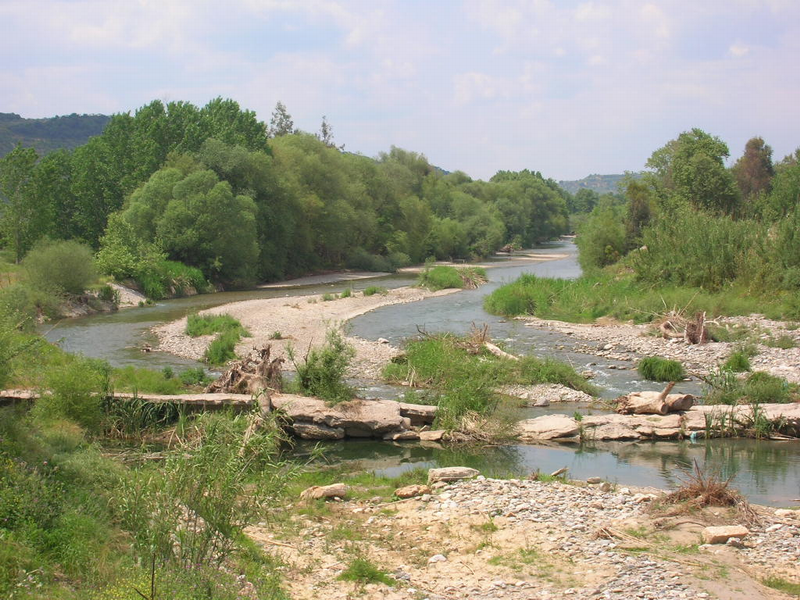
Floden Eurotas

Landskapets östra och västra delar fylls av två väldiga bergskedjor, Parnon och Taygetos (även känt som Pentadaktylos, "det femfingrade"), som i söder löper ut i två ansenliga halvöar som slutar i Greklands båda sydligaste uddar, Kap Malea och Kap Matapan. Mellan dessa båda uddar ligger den rymliga Lakoniska viken. Landets mellersta del är en vidsträckt slätt, som i sydöstlig riktning genomströmmas av huvudfloden Eurotas, som rinner upp i de arkadiska gränsbergen och faller ut i Lakoniska viken. Floden utgör bottnen av en bergomsluten kitteldal. De båda bergskedjornas utlöpare tränger sig nämligen både i norr och i söder så tätt tillsammans, att endast smala pass utmed floden lämnar tillträde. Nedanför de södra passen vidgar sig floddalen ånyo till den sumpiga strandslätten vid Helos.
Den väl vattnade, mot söder sluttande Eurotasdalen frambringar i riklig mängd såväl säd som druvor och andra ädla sydfrukter. Bergstrakterna erbjuder dels saftiga betesmarker, dels vidsträckta skogar med ymnig tillgång på villebråd. Av värdefulla mineral finns det dels vackra marmorarter, dels järn, för vars bearbetning Lakoniens forntida invånare åtnjöt stort anseende. I Lakoniska viken fiskade man dyrbara purpursnäckor.
Till följd av de våldsamma jordbävningar som till en del ännu under historisk tid hemsökt landet, har bergmassorna en starkt splittrad formbildning, med djupa, gapande avgrunder.
Motorvägen A71 når ut till Lakonien.

## Administration
Regiondelen är indelad i fem kommuner. Den tidigare perfekturen var indelad i 22 kommuner.

- Dimos East Mani
- Dimos Elafonisos
- Dimos Evrotas
- Dimos Monemvasia
- Dimos Sparti

## Historia
Som landets äldsta invånare nämnas kynurier och leleger, till vilka sedan sällade sig achaier, den härskande stammen under den homeriska tiden, och slutligen dorer, som gjorde de äldre invånarna dels till trälar (heloter), dels till skattskyldiga undersåtar (perioiker). Det på Eurotas högra strand belägna doriska Sparta, ibland även kallat Lakedaimon, blev huvudstaden för hela landet, vars övriga städer förlorade all politisk självständighet. Bland dessa kan nämnas det starkt befästa Sellasia i landets norra del, där vägarna från Arkadien och Argolis löper samman, det likaledes strategiskt viktiga Therapne nordost om Sparta, på ett utsprång av Parnon, det urgamla, genom sitt Apollontempel berömda Amyklai omkring 5 km söder om Sparta, samt Gytheion, Lakoniens hamnstad, belägen vid Lakoniska viken.
Efter Greklands underkuvande av romarna frigjordes Lakoniens övriga städer från beroendet av Sparta och sammanslöt sig för en tid under romersk överhöghet till ett förbund under namn av eleuthero-lakones ("fria lakoner"). Under följande tidevarv delade Lakonien det övriga Peloponnesos öden under bysantinskt, frankiskt och slutligen osmanskt välde.

## Lakonism
|  | Wiktionary har en ordboksartikel om lakonism. |

Spartanerna var bland annat ryktbara för att de lade stor vikt vid att i sina samtal uttrycka sig kort och innehållsrikt. Härifrån har substantivet lakonism (grekiska lakonismos) och adjektivet lakonisk uppstått som beteckning för ett kort, kärnfullt uttryck av stor betydelse.
I det forna Aten menade man med lakonism det tidtals som modesak bedrivna efterhärmandet av spartansk klädedräkt och spartanska levnadsvanor samt det med detta ofta förenade strävandet att i det aristokratiska partiets intresse främja den spartanska politikens inflytande på Atens statsliv. Endast i sistnämnda betydelse förekommer ordet hos grekernas klassiska författare.